# Прохоровский, Слава Борисович
Слава (Вячеслав) Борисович Прохоровский (5 февраля 1939 — 20 сентября 2014) — советский легкоатлет, специалист по бегу на короткие дистанции. Выступал за сборную СССР по лёгкой атлетике в 1960-х годах, чемпион СССР, победитель Спартакиады народов СССР, многократный призёр первенств всесоюзного значения, участник чемпионата Европы в Белграде. Представлял Москву и физкультурно-спортивное общество «Динамо». Мастер спорта СССР. Тренер по лёгкой атлетике.

## Биография
Родился 5 февраля 1939 года.
Занимался лёгкой атлетикой в Москве, выступал за физкультурно-спортивное общество «Динамо».
Первого серьёзного успеха на всесоюзном уровне добился в сезоне 1959 года, когда на чемпионате страны в рамках II летней Спартакиады народов СССР в Москве с московской командой выиграл серебряную медаль в зачёте эстафеты 4 × 100 метров.
В 1960 году на чемпионате СССР в Москве стал бронзовым призёром в беге на 100 метров.
На чемпионате СССР 1961 года в Тбилиси получил серебро в дисциплинах 100 и 200 метров, уступив в обоих случаях ленинградцу Эдвину Озолину.
Благодаря череде удачных выступлений в 1962 году вошёл в основной состав советской сборной и удостоился права защищать честь страны на чемпионате Европы в Белграде — вместе с соотечественниками участвовал в программе эстафеты 4 × 100 метров, не смог преодолеть предварительный квалификационный этап.
В 1963 году на III летней Спартакиаде народов СССР в Москве с партнёрами по московской команде Амином Туяковым, Борисом Зубовым и Игорем Тер-Ованесяном превзошёл всех соперников в эстафете 4 × 100 метров и завоевал золото.
На чемпионате СССР 1964 года в Киеве с динамовской командой выиграл серебряную медаль в эстафете 4 × 100 метров.
В 1965 году на чемпионате СССР в Алма-Ате вновь стал серебряным призёром в зачёте эстафеты 4 × 100 метров.
После завершения спортивной карьеры работал тренером по лёгкой атлетике в Москве, в частности принимал участие в подготовке участника Олимпийских игр Евгения Синяева.